# 카이로 국제 영화제

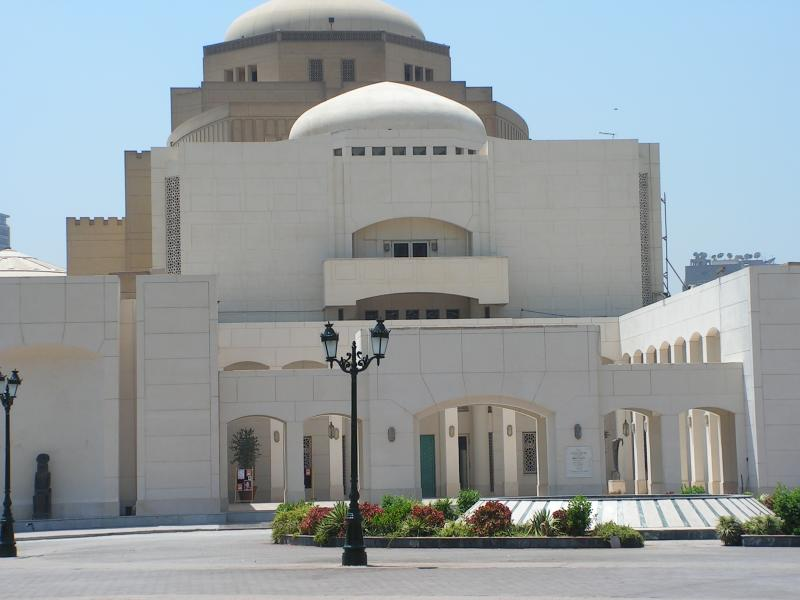

카이로 국제 영화제(아랍어: مهرجان القاهرة السينمائي الدولي, 영어: Cairo International Film Festival)는 이집트 카이로에서 매년 매년 11월부터 12월에 걸쳐 열리는 국제 영화제이다. 국제 영화 제작자 연맹(FIAPF)으로부터 공인 받은 장편 경쟁 부문을 보유한 15개의 A등급 영화제 중 하나이다. 중동 아프리카에서 가장 큰 영화제이다.